# Ourapteryx infuscataria
Ourapteryx infuscataria är en fjärilsart som beskrevs av Jean Baptiste Boisduval 1832. Ourapteryx infuscataria ingår i släktet Ourapteryx och familjen mätare. Inga underarter finns listade i Catalogue of Life.